# Проклятие монахини
«Прокля́тие мона́хини» (англ. The Nun, дословно — «Монахиня») — американский фильм ужасов режиссёра Корина Харди, спин-офф фильма «Заклятие 2». Выход в широкий прокат в России состоялся 20 сентября 2018 года.
Хронологически этот фильм на данный момент идёт самым первым в киносерии.

## Сюжет
1952 год, Румыния, аббатство Сент-Карта. Две монахини, направляющиеся за древней реликвией, подвергаются нападению невидимой силы. Раненая монахиня протягивает ключ второй с просьбой завершить начатое, после чего её затягивает в двери, за которыми, согласно высеченной надписи на латыни, Бога нет (лат. Finit hic, deus). Уцелевшая сестра Виктория убегает от злой сущности, которая вскоре предстаёт в образе демонической монахини. Испугавшись, Виктория вешается. Её тело обнаружено французским жителем деревни, что доставляет продукты в монастырь раз в три месяца.
Когда подробности инцидента доходят до Ватикана, священника Энтони Бёрка и молодую послушницу Айрин отправляют в аббатство, чтобы расследовать случившееся. Пара прибывает в Румынию, где встречается с Френчи — обнаружившим мёртвое тело доставщиком — и просит его о помощи. Француз показывает тело погибшей в леднике, одна из дверей которого ведёт прямо в монастырь, заметив с тревогой, что положение трупа изменилось: прежде лежавшая, теперь Виктория сидит. Священник изымает из рук трупа ключ, до сих пор сжимаемый усопшей. Зайдя в монастырь, они находят там скрывающую своё лицо настоятельницу, которая восседает на троне, мастерски владеет французским и сообщает им, что монахини блюдут обет молчания от заката до рассвета, а гостям лучше переночевать в кельях монастыря. По пути в деревню Френчи атакован демоном: несчастного преследует видение суицида Виктории, но он спасается. За ужином Айрин делится своей тайной: в детстве у неё были видения, и церковь заинтересовалась ими. Затем Бёрк рассказывает Айрин об инциденте, произошедшем несколько лет назад: он проводил обряд экзорцизма, который закончился смертью жертвы демона — маленького мальчика Даниеля. Посреди ночи Бёрк просыпается от звуков включившегося радио, а потом видит призрак Даниеля, который заманивает его на кладбище, после чего погребает заживо. В это время просыпается Айрин и, обнаружив исчезновение Бёрка, направляется в часовню, где сталкивается с демоном, отразившимся в зеркале в образе монахини, после чего то разлетается на осколки. Затем послушница отправляется на кладбище, где благодаря видению спасает священника.
На следующий день пара возвращается в монастырь, но внутрь заходит только Айрин, поскольку аббатство закрыто для мужчин. Она встречается с другими монахинями, от которых узнаёт, что те молятся по сменам, чтобы удержать зло внутри. Сестра Оана рассказывает историю монастыря: он был построен герцогом, который был одержим оккультизмом. Герцог вызвал нечистую силу через раскол в катакомбах, но был убит христианскими рыцарями, которые запечатали раскол артефактом, содержащим кровь Иисуса Христа. Взрывы во время Второй Мировой Войны заставили раскол снова открыться, освободив лукавого. Бёрк узнаёт из книг, найденных в гробу, в котором его погребли, что имя демона — Валак. Спустя некоторое время он ведёт диалог с настоятельницей, но в итоге обнаруживает, что всё это время она была мертва, а все диалоги — манипуляции Валака. Айрин же заводят в комнату погибшей сестры Виктории и запирают. На Бёрка нападает призрак Даниеля: очевидно, это не что иное, как ещё одна проделка демона. Френчи прибывает в аббатство и помогает священнику. Проснувшись ночью, запертая в келье Айрин видит призрак Виктории, после чего дверь отпирается сама. Бродя по коридорам, она атакована демоном, который силится утащить её туда, где «Бога нет», но благодаря сестре Оане ей удаётся вырваться из рук нечистого.
Айрин поспешно присоединяется к монахиням в часовне в молитве об удержании зла внутри монастыря. Молящихся разбрасывает в разные стороны, однако Айрин остаётся на месте, продолжая молиться. Незримые силы вырезают на спине девушки пентаграмму. Когда в часовню врывается Бёрк и Френчи, то Айрин с ужасом обнаруживает, что часовня пуста, и всё это время молилась одна она. Послушница осознаёт, что все монахини давно мертвы и все эти дни они были лишь видениями, созданными Валаком, — Виктория была последней живой монахиней в монастыре и пожертвовала собой, чтобы демон не завладел её душой и не вырвался на свободу. Трио теоретизирует, что демона можно остановить, только запечатав раскол кровью Христа, содержащейся в реликвии. Айрин сообщает Бёрку, что уже готова принять торжественные обеты и просит отца поднять её до статуса исповедуемой монахини, что он и делает в часовне аббатства.
После того как герои открывают дверь, за которой «Бога нет», они открывают ключом, сохранённым Викторией, тайник и извлекают реликвию с кровью Иисуса Христа. Троица разделяется: на Айрин нападает безликая монахиня, ей удаётся убежать, но она оказывается посреди пентаграммы, а затем её телом завладевает Валак. Бёрк натыкается на стаю безликих монахинь, но защищается, благословляя пламя и поджигая им масло лампы. Френчи находит Айрин, но Валак хватает его. Парень касается святыни, а затем лица Айрин — и демон покидает тело девушки, чтобы затем отбросить её в затопленную камеру и напасть, пытаясь утопить. Бёрк же вновь атакован призраком Даниеля, но на сей раз и ранен. Айрин удаётся проглотить крест, находящийся в реликвии, а когда демон думает, что убил девушку, она выплёвывает кровь Христа ему в лицо, после чего тот отправляется в ад, тем самым запечатывая раскол, который был открыт до этого. Обессиленная Айрин теряет сознание, Френчи делает ей искусственное дыхание, и та приходит в себя. Девушка спрашивает Френчи, как его зовут на самом деле, на что тот отвечает — Морис, после чего Айрин благодарит его. Когда они покидают территорию монастыря, выясняется, что Валак осквернил Мориса, о чём свидетельствует перевёрнутый крест на его шее.
Двадцать лет спустя, на университетском семинаре, Кэролин Перрон наблюдает за тем, как Эд и Лоррейн Уоррен представляют видеоролик, в котором пытаются изгнать демона из одержимого Мориса. На теле мужчины начинают проявляться перевёрнутые кресты, затем Морис хватает Лоррейн за руку, и той передаются видения смерти мужа, о которых говорится в фильме «Заклятие 2».

## В ролях
- Таисса Фармига — сестра Айрин (дублирует Александра Курагина)
- Демиан Бичир — отец Энтони Бёрк (дублирует Александр Тараньжин)
- Йонас Блоке — Френчи (Морис) (дублирует Иван Чабан)
- Бонни Ааронс — Демон Валак / Монахиня / Сестра Виктория
- Шарлотта Хоуп — сестра Виктория
- Ингрид Бису — сестра Оана (дублирует Варвара Чабан)
- Джонатан Койн — Грегоро
- Мануэла Чукюр — сестра Христиан
- Джаред Морган — Маркиз

## Производство

### Развитие
15 июня 2016 года компании Warner Bros. и New Line Cinema анонсировали спин-офф фильма «Заклятие 2» 2016 года под названием «Монахиня». Сценаристом фильма первоначально был назначен Дэвид Лесли Джонсон, позже заменённый Гари Доберманом и Джеймсом Ваном.

### Пробы
5 апреля 2017 года прошли первые пробы, где Демиан Бичир стал первым актёром в фильме в роли священника, расследующего загадочное самоубийство монахини. Вскоре Таисса Фармига присоединилась к главной роли. Затем в актёрский состав вошла Бонни Ааронс, чтобы повторить роль демона Валак. Позже к фильму присоединились Шарлотта Хоуп, Йонас Блоке и Ингрид Бису.

### Съёмки
Основные съёмки фильма начались 3 мая 2017 года в Бухаресте под руководством оператора Максима Александра. Сцены были сняты в здании Дворца Парламента в июне, за плату в размере €5000 в час. Съёмки также проходили в замке Корвинов в Хунедоаре и в Сигишоара, Трансильвания. 22 июня 2017 года режиссёр фильма Корин Харди объявил на своих страницах в социальных сетях об окончании 38-дневного периода съёмок и начале монтажа на следующий день.

## Релиз
«Проклятие монахини» планировали выпустить в кинотеатрах США 13 июля 2018 года, а в России на день раньше. В середине февраля студия Warner Bros. сообщила, что сдвинула дату премьеры фильма с 13 июля на 7 сентября (20 сентября в России).

## Критика
Фильм получил в основном негативные отзывы кинокритиков. На Rotten Tomatoes его рейтинг составляет 27 % на основе 164 отзывов. Консенсус критиков сообщает следующее: «Фильм может похвастаться сильной актёрской игрой, жуткой атмосферой и парочкой приличных сюжетов, но его грехи включают в себя непоследовательную логику и повествовательную слабину». На сайте Metacritic у фильма 46 баллов из 100 на основе 32 рецензий.

## Продолжение
12 августа 2017 года Джеймсу Вану задали вопрос по продолжению и сюжету «Проклятия монахини 2», на что он ответил: «Если „Проклятие монахини“ хорошо „прокатится“, то это может и привести к работе над 2 частью, и это как-то будет связано с историей Лоррейн, которую мы создали с первыми двумя „Заклятиями“».